# Dongdaemun Design Plaza
Dongdaemun Design Plaza (DDP; korejsko 동대문 디자인 플라자) je pomembna urbanistična znamenitost v Seulu v Južni Koreji, ki sta jo zasnovala Zaha Hadid in Samoo. Zanj so značilne »močne, ukrivljene oblike podolgovatih struktur«. Znamenitost je osrednji del južnokorejskega modnega središča in priljubljene turistične destinacije Dongdemun, s sprehajalnim parkom na strehah, velikimi svetovnimi razstavnimi prostori, futurističnimi trgovinami in obnovljenimi deli seulskega obzidja.
DDP je bil eden glavnih razlogov za imenovanje Seula za svetovno prestolnico oblikovanja leta 2010. Gradnja se je začela leta 2009, uradno pa je bil odprt 21. marca 2014. Fizično je povezan s seulsko podzemno železnico prek postaje Dongdemun History & Culture Park na linijah 2, 4 in 5.

## Pregled
Trg Dongdemun Design Plaza (DDP) je zasnovala britansko-iraška arhitektka Zaha Hadid, dobitnica Pritzkerjeve nagrade leta 2004, s konceptom metonimične krajine. Metonimija se nanaša na metodo posrednega opisovanja določenega predmeta, Hadid pa je integrirala zgodovinske, kulturne, urbane, družbene in ekonomske vidike Seula, izpeljane iz te metode, da bi ustvarila prizor krajine. DDP, zasnovan kot kulturno središče v zgodovinskem okrožju Seula, največjem modnem okrožju v Južni Koreji, je sestavljen iz valovitih površin, ki spominjajo na tok tekočine in omogočajo fleksibilnost v prostoru. Najsodobnejši sistem BIM (Building Information Modeling), sistem mega-truss (zelo velika strešna rešetka) in sistem prostorskega okvirja so ključne značilnosti za ustvarjanje veličastnih prostorov. Po Hadidinih besedah so bile temeljne značilnosti njene zasnove »prozornost, poroznost in vzdržljivost». Stavba vključuje številne ekološke značilnosti, vključno z dvojno fasado, sončnimi paneli in sistemom za recikliranje vode.
Gradbeni projekt za zamenjavo stadiona Dongdemun z javnim parkom se v medijih razpravlja že od leta 2000, mesto Seul pa je leta 2005 pripravilo osnovni glavni načrt za spremembo funkcije stadiona Dongdemun. Po nasvetu arhitektov in da bi zagotovili visokokakovostno zasnovo za novo znamenitost Seula, je mesto februarja 2007 povabilo arhitekte k sodelovanju na oblikovalskem natečaju. Mesto je arhitekte v skladu s smernicami prosilo, naj v projekt vključijo oblikovalski trg, podzemne prostore, zgodovinski park in kulturni park. Natečaj je zmagala Zaha Hadid s svojim delom Metonimična krajina.
Zunanji ovoj DDP-ja, gladke in ogromne gobaste strukture, ki lebdi nad tlemi, je izdelan iz betona, aluminija, jekla in kamna. Notranjost stavbe je zaključena z ometom, ojačenim s sintetičnimi vlakni, akustičnimi ploščicami, akrilno smolo, nerjavnim jeklom in poliranim kamnom v notranjosti.

## Glavni programi
DDP ima tri podzemne etaže, štiri nadzemne etaže in glavno stavbo, dolgo 280 metrov. Stavba je opremljena z različnimi javnimi prostori, vključno z razstavno dvorano, konferenčno dvorano, muzejem oblikovanja, oblikovalskim laboratorijem, akademijo, medijskim centrom, seminarsko sobo, zgodovinskim in kulturnim parkom Dongdaemun, oblikovalskim salonom in oblikovalsko tržnico.
Umetniška dvorana deluje kot prostor za konvencije, sejme, razstave, modne revije, koncerte in predstave. Muzejska dvorana je sestavljena iz petih delov in številnim umetnikom omogoča sodelovanje v oblikovalski industriji in izmenjavo idej. V muzejski dvorani se nahajajo oblikovalsko igrišče, Design Dulle-gil (pot), oblikovalski muzej, razstavna dvorana za oblikovanje in oblikovalsko počivališče.
Oblikovalski laboratorij deluje kot inkubator za nadobudne oblikovalce izdelkov iz države in tujine. Oblikovalska tržnica je večnamenski prostor za kulturne dogodke in nakupovanje ter je odprta 24 ur na dan.
Poleg tega ima DDP parkirišča, ambulante, prostor za hranjenje, garderobo, kavarno in druge prostore, ki jih upravlja in upravlja Seulska fundacija za oblikovanje mesta Seul.

## Zgodovina
Stadion Dongdemun je bil prvi sodobni stadion v Koreji in je bil zgrajen v času japonske kolonialne vladavine v počastitev poroke japonskega princa. Od leta 1925 do rušenja leta 2007 so tam potekali različni nacionalni športni in praznični dogodki. Stadion je bil po olimpijskih igrah v Seulu leta 1988 zapuščen in je postal lokalna tržnica pred največjim modnim središčem v Južni Koreji. Rušenje stadiona ni brez kritik, vključno s tistimi, ki morebitno odstranitev uličnih prodajalcev izpodbijajo kot »represivno selitev«.

### Rušenje trdnjavskega obzidja v okrožju Dongdemun
V Dongdemunu v okrožju Dongdemun je starodavno trdnjavsko obzidje, ki je nekoč služilo kot zaščitna ovira za Hanjang, glavno mesto Čosuna. Vendar pa so brazgotine vojne in urbane širitve znatno vplivale na njegovo fizično celovitost. Leta 1889 je bila prvotna škoda povzročena, da bi naredili prostor za tramvajsko železnico, ki bi povezovala seulski okrožji Sodemun in Čongnjangni. Leta 1908 je bil med obiskom japonskega princa odstranjen odsek med Dongdemunom in Gvanghvamunom, kar je omogočilo gradnjo športnega kompleksa Gjongsong – simbola prinčeve poroke pod vladavino cesarja Hirohita leta 1924. Nezakonita stanovanjska gradnja in nesankcionirana gradnja po korejski vojni sta še dodatno uničili preostalo strukturo zidu.

### Športni kompleks Huljeondogam in Gjeongsong
Športni kompleks Gjongsong, zgrajen leta 1925, je bil deležen znatnega rušenja sosednjega zidu in stavb, zaradi česar se je preimenoval v stadion Dongdemun. Po osamosvojitvi Koreje je bil prvi sodobni stadion preimenovan v športni kompleks Seul in postal pomembno prizorišče za nacionalne dogodke. Kasneje so ga ponovno preimenovali v športni kompleks Dongdemun, vendar se je njegova uporaba zmanjšala po izgradnji športnega kompleksa Džamsil v pripravah na olimpijske igre v Seulu leta 1988.

### Nastanek in razvoj trgovskega območja Dongdemun
Trgovsko območje Dongdemun se je razvilo v poznem delu dinastije Čoson, ko so ljudje začeli ustvarjati avtonomno tržnico okoli Baogeja. Nastala je še ena velika moderna tržnica, tržnica Gvangdžang, in okrožje je postalo ozvezdje različnih tržnic in malih podjetij. V 1960-ih je bilo v bližini tržnice Pjenghva v okrožju Dongdemun zgrajenih veliko število šivalnih tovarn, tržnica pa je kmalu postala največje nakupovalno središče. Z dodatkom Miliore, nakupovalnega središča za modo, zgrajenega leta 1998, je postala trgovsko območje.

## Zgodovinski in kulturni park Dongdemun
Zgodovinski in kulturni park Dongdemun je na vzhodni strani DDP-ja. Park povezuje okrogli koridor središča mesta od gore Naksan do gore Namsan in služi kot kulturni prostor za razstavljanje zgodovinskih in kulturnih dobrin Seula. Hadid je to območje prvotno zasnovala kot oblikovalsko ulico, ki uvaja najnovejše oblikovalske trende, vendar so med izkopavanjem in rušenjem stadiona Dongdemun, ki se je začelo decembra 2007, našli različne zgodovinske ostanke. Mesto Seul je ustanovilo preiskovalno skupino izkopavanj za varen in podroben pregled območja. Junija 2009 se je mesto odločilo, da bo ohranilo in razstavilo izkopane ostanke, in napovedalo gradnjo zgodovinskega in kulturnega parka Dongdemun, ki bo služil kot prizorišče za razstavo zgodovinskih ostankov. Površina parka je 65.232 m2, ključne značilnosti in objekti na območju parka pa so trdnjavsko obzidje Seula in Igansumuna, dva zunanja razstavna prostora, razstavna dvorana Jigansumun, zgodovinski muzej Dongdemun 1396, spomenik stadionu Dongdemun in galerija MUN.
Lokalno modno središče in stanovanjsko območje si delita park v središču, ki ga je prej ločevala ulica Džangčungdanro-ro. Poleg tega zaradi izboljšanja okolja za pešce po izgradnji podzemnega omrežja park in stavba služita kot nov kulturni prostor, ki povezuje številne dele središča Seula.